# 게이브리얼 호건
게이브리얼 호건(Gabriel Hogan, 1973년 1월 7일 ~ )은 캐나다의 배우이다.
토론토에서 태어났다. 아버지는 배우 마이클 호건이다.

## 출연 작품
- 네 무덤에 침을 뱉어라 3 (2015년)
- 아이스 솔저 (2013년)
- 무빙 데이 (2012년)
- 킹 (2011년)
- 데블스 티어드롭  (2010년) - 렌 역
- 에브리씽 쉬 에버 원티드 (2009년) - 댄 홀리스터 역
- 와이즈갤 (2008년) - 로버트 윌슨 역
- 원위크 (2008년)
- 머더 인 더 햄프턴 (2005년) - 맷 역
- 롭슨 암스 (2005년)
- 위도우 온 더 힐 (2005년)
- 쇼 미 (2004년) - 칼 역
- 러브 인 클라우즈 (2004년) - 줄리안 엘스워스 역
- 체이싱 케인: 페이스 (2002년)
- 피스키퍼 (1997년)

### 텔레비전
- 플래시포인트 (2008)
- 웨어하우스 13 (2009, 2011)